# Handelshof (Gera)

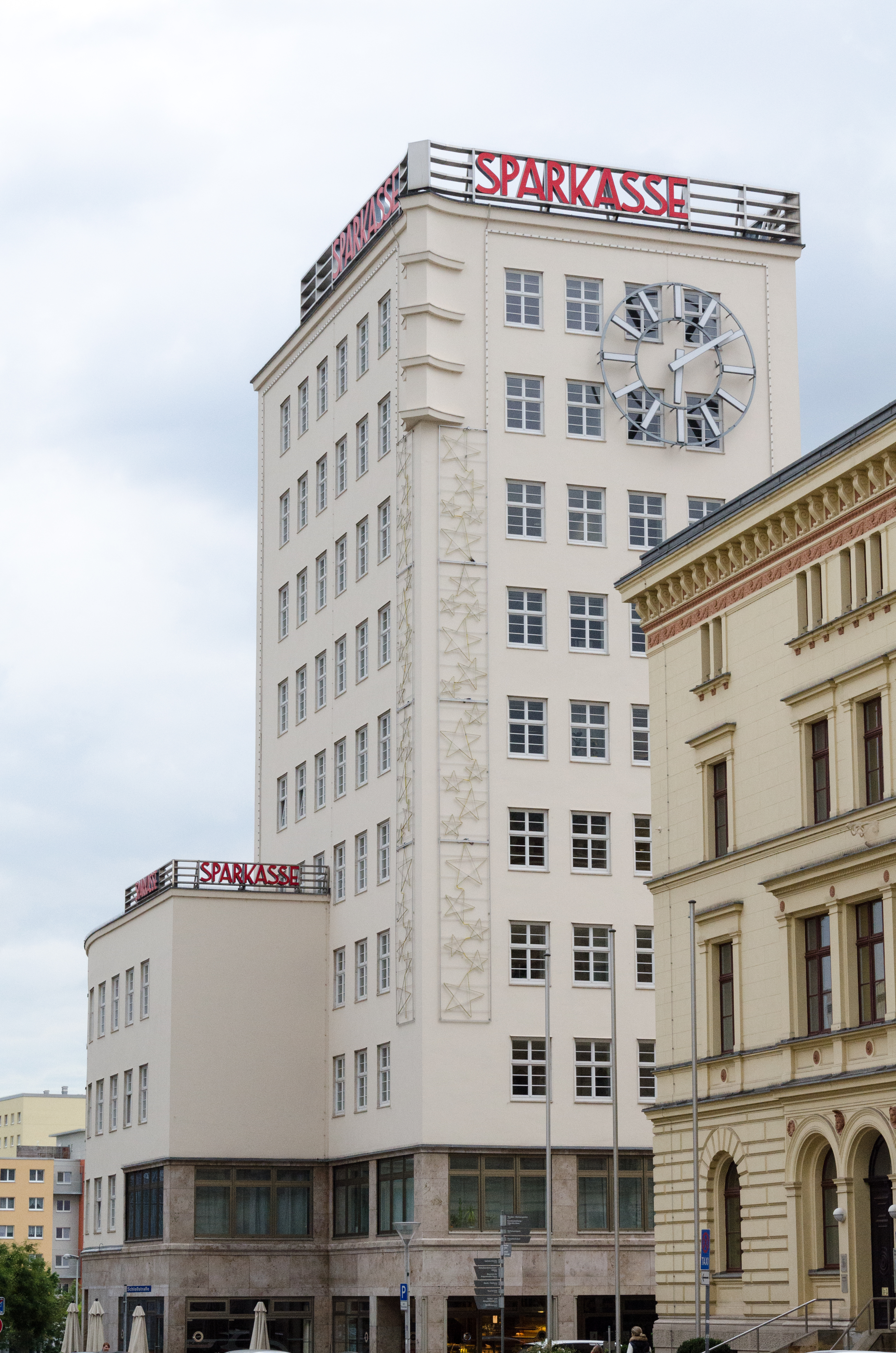
Blick aus der Rudolf-Diener-Straße (2015)

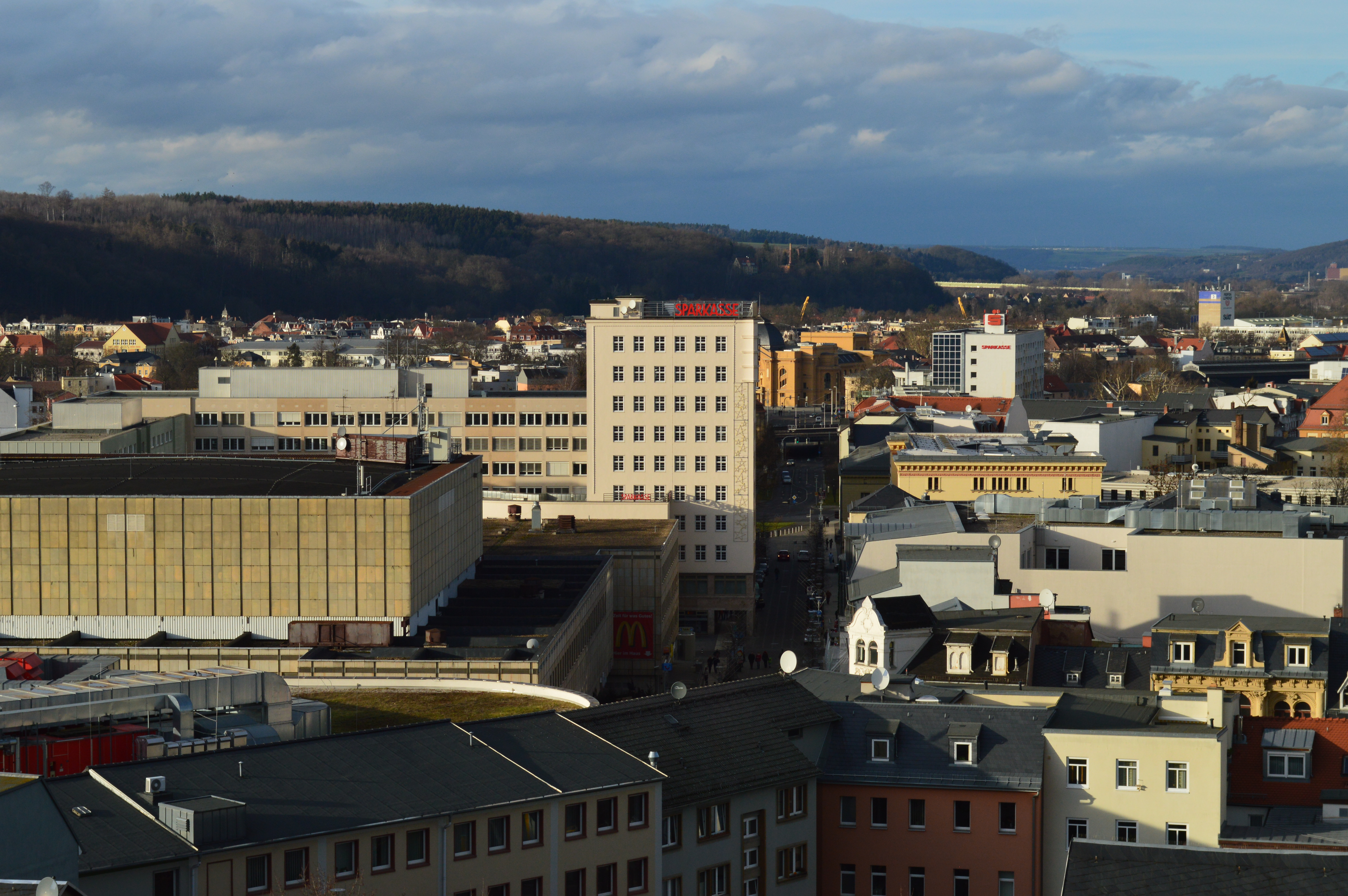
Blick vom Turm des Geraer Rathauses (2013)

Handelshof ist die historische Bezeichnung für das älteste Hochhaus der Stadt Gera in Thüringen; heute Sitz der Sparkasse Gera-Greiz. Das denkmalgeschützte Büro- und Geschäftshaus besteht aus dem Hochhausturm an der Straßenecke, einem fünfgeschossigen Seitentrakt an der Schloßstraße und einem viergeschossigen Seitentrakt an der Dr.-Eckener-Straße.

## Geschichte
Nachdem die Räumlichkeiten der Geraer Sparkasse im Neuen Rathaus am Kornmarkt zu klein geworden waren, kaufte die Stadt 1926 zwei Grundstücke an der Schloßstraße. Aus einem 1927 durchgeführten Architektenwettbewerb ging der Entwurf des Berliner Architekten Hans Brandt als Sieger hervor. Das Hochhaus entstand in nur 14-monatiger Bauzeit von der Grundsteinlegung am 29. August 1928 bis zur Übergabe am 11. November 1929. Es beherbergte die Stadtsparkasse und Stadtbank mit kaufmännischer Abteilung sowie Ladenlokale.
Bereits 1930 fanden erste Umbauarbeiten in der Treppenanlage und an den Läden statt. 1965 wurde die Aufzugsanlage erneuert, 1970 die Schalterhalle umgebaut. Von 1980 bis 1984 wurde die Fassade neu gestaltet, wobei die historische Fensteraufteilung vereinfacht wurde. Die letzte Generalsanierung fand von 1994 bis 1998 unter Führung des Nürnberger Architekturbüros Baum-Kappler statt. Dabei wurde versucht, das historische äußere Erscheinungsbild des Gebäudes wiederherzustellen, unter anderem wurden die Schriftzüge „Sparkasse“ nach historischem Vorbild an den Ecken der Dächer angebracht.
An der Nord- und Ostseite des Turms befindet sich je ein Turmuhr-Zifferblatt; das Uhrwerk wurde 1993 erneuert. Anstelle der an der Nordseite ursprünglich vorhandenen Balkone befindet sich heute eine stählerne Wendeltreppe als Fluchttreppe. Der Seitentrakt an der Schloßstraße beherbergte im obersten Stockwerk ursprünglich ein Café mit Dachterrasse; der Bereich wurde nach 1945 überbaut.